# Parafia św. Maksymiliana Kolbe w Milwaukee
Polska Parafia Personalna św. Maksymiliana Kolbe w Milwaukee (ang. St. Maximilian Kolbe Parish) – parafia rzymskokatolicka istniejąca w latach 2003-2017 w Milwaukee w stanie Wisconsin w Stanach Zjednoczonych.
Była prowadzona przez Towarzystwo Chrystusowe dla Polonii Zagranicznej i działała na terenie parafii pw. św. Cyryla i Metodego, z którą została połączona w 2017 r.

## Szkoły
- Katolicka Polska Szkoła Sobotnia im. Św. Jana Pawła II w Milwaukee